# 博比·瑞安
博比·瑞安（英語：Bobby Ryan，1987年3月17日—），美国男子冰球运动员，场上位置是前锋。他曾代表美国国家队参加2010年冬季奥林匹克运动会冰球比赛，获得一枚银牌。